# فرانک-پیتر بیشوف
فرانک-پیتر بیشوف (آلمانی: Frank-Peter Bischof؛ زادهٔ ۲۰ اوت ۱۹۵۴) قایقران کانو اهل آلمان بود.